# التايكوندو في الألعاب الأولمبية الصيفية 2020
كان من المقرر أن تقام أحداث التايكوندو لدورة الألعاب الأولمبية الصيفية 2020 في ماكوهاري ميسه فيتشيبا، بالقرب من العاصمة اليابانية طوكيو، في الفترة من 25 إلى 28 يوليو 2020، وقد تم تأجيلها حتى عام 2021 بسبب جائحة فيروس كورونا. وهذا هو الظهور السادس للتايكوندو في الأولمبياد.
يُشارك في المنافسة 128 رياضيا في ثماني فئات؛ أربعة للرجال وأربعة للنساء.

## التصفيات
شارك في مسابقة التايكواندو  في هذه الألعاب ما مجموعه 128 رياضيًا، 64 من كل جنس، و 16 في كل فئة من فئات الأوزان الثمانية. سُمح لكل لجنة أولمبية وطنية بإدخال ما يصل إلى متسابق واحد لكل فئة، مما أدى إلى وجود ثمانية متسابقين كحد أقصى، أربعة من كل جنس. في كل فئة من فئات الأوزان، كانت هناك خمس مواقع للحصص متاحة من خلال التصنيف الأولمبي للاتحاد العالمي للتايكوندو، وكانت حصة واحدة متاحة من خلال (WT Grand Slam Champions Series)، وتسعة مواقع للحصص متاحة من خلال أحداث التأهيل القارية (اثنان لكل قارة، باستثناء أوقيانوسيا بواحدة).
إذا قامت اللجنة الأولمبية الوطنية بتأهيل اثنين على الأقل من الرياضيين من خلال التصنيف، فلا يمكنها المشاركة في بطولة التأهيل القارية المعنية ما لم تتخلى عن الأماكن التي تم الحصول عليها من خلال التصنيف. وشمل ذلك الدولة المضيفة، اليابان، بتأهيلها التلقائي لامرأتين ورجلين.

## الجدول الزمني
| الحدث ↓ / التاريخ → | 24 يوليو | 25 يوليو | 26 يوليو | 27 يوليو |
| ------------------- | -------- | -------- | -------- | -------- |
| 58 كغم رجال         | F        |          |          |          |
| 68 كغم رجال         |          | F        |          |          |
| 80 كغم رجال         |          |          | F        |          |
| +80 كغم رجال        |          |          |          | F        |
| ٤٩ كغم سيدات        | F        |          |          |          |
| 57 كغم سيدات        |          | F        |          |          |
| 67 كغم سيدات        |          |          | F        |          |
| +67 كغم سيدات       |          |          |          | F        |

## المشاركة

### الفئات حسب المشاركين
| الأوزان | 1  | 2  | 3  | 4  |
| ------- | -- | -- | -- | -- |
| الرجال  | 16 | 17 | 16 | 16 |
| النساء  | 17 | 17 | 16 | 16 |

## ملخص الميدالية

### جدول الميداليات
*   البلد المضيف ( اليابان)
| المرتبة | فريق                                                                     | ذهبية | فضية | برونزية | المجموع |
| ------- | ------------------------------------------------------------------------ | ----- | ---- | ------- | ------- |
| 1       | إيطاليا                                                                  | 1     | 0    | 0       | 1       |
| 1       | تايلاند                                                                  | 1     | 0    | 0       | 1       |
| 1       | أوزبكستان                                                                | 1     | 0    | 0       | 1       |
| 1       | الولايات المتحدة                                                         | 1     | 0    | 0       | 1       |
| 5       | خطأ لوا في وحدة:Country_alias على السطر 165: Invalid country alias: OCR. | 0     | 1    | 1       | 2       |
| 6       | إسبانيا                                                                  | 0     | 1    | 0       | 1       |
| 6       | تونس                                                                     | 0     | 1    | 0       | 1       |
| 6       | بريطانيا العظمى                                                          | 0     | 1    | 0       | 1       |
| 9       | تركيا                                                                    | 0     | 0    | 2       | 2       |
| 10      | الصين                                                                    | 0     | 0    | 1       | 1       |
| 10      | تايبيه الصينية                                                           | 0     | 0    | 1       | 1       |
| 10      | صربيا                                                                    | 0     | 0    | 1       | 1       |
| 10      | إسرائيل                                                                  | 0     | 0    | 1       | 1       |
| 10      | كوريا الجنوبية                                                           | 0     | 0    | 1       | 1       |
| المجموع | المجموع                                                                  | 4     | 4    | 8       | 16      |

### فئات الرجال
| الفئة                 | الذهبية                      | الفضية                          | البرونزية |
| --------------------- | ---------------------------- | ------------------------------- | --- |
| Flyweight (58 kg)     | فيتو ديل أكويلا · إيطاليا    | محمد خليل الجندوبي · تونس       | Jang Jun · كوريا الجنوبية |
| Flyweight (58 kg)     | فيتو ديل أكويلا · إيطاليا    | محمد خليل الجندوبي · تونس       | ميخائيل أرتامونوف [[ملف:خطأ لوا في وحدة:Country_alias على السطر 165: Invalid country alias: OCR.\|23x15px\|حدود\|alt=\|link=]] [[خطأ لوا في وحدة:Country_alias على السطر 165: Invalid country alias: OCR. في الألعاب الأولمبية الصيفية 2020\|خطأ لوا في وحدة:Country_alias على السطر 165: Invalid country alias: OCR.]] |
| Featherweight (68 kg) | Ulugbek Rashitov · أوزبكستان | Bradly Sinden · بريطانيا العظمى | Hakan Reçber · تركيا |
| Featherweight (68 kg) | Ulugbek Rashitov · أوزبكستان | Bradly Sinden · بريطانيا العظمى | Zhao Shuai · الصين |
| Welterweight (80 kg)  |                              |                                 | |
|                       |                              |                                 | |
| Heavyweight (+80 kg)  |                              |                                 | |
|                       |                              |                                 | |

### فئات النساء
| الفئة                 | الذهبية                              | الفضية | البرونزية                     |
| --------------------- | ------------------------------------ | --- | ----------------------------- |
| Flyweight (49 kg)     | Panipak Wongpattanakit · تايلاند     | أدريانا سيريزو · إسبانيا | تيجانا بوغدانوفيتش · صربيا    |
| Flyweight (49 kg)     | Panipak Wongpattanakit · تايلاند     | أدريانا سيريزو · إسبانيا | أفيساغ سمبرغ · إسرائيل        |
| Featherweight (57 kg) | أناستاسيا زولوتيك · الولايات المتحدة | تاتيانا أليكسيفنا كوداشوفا [الإنجليزية] [[ملف:خطأ لوا في وحدة:Country_alias على السطر 165: Invalid country alias: OCR.\|23x15px\|حدود\|alt=\|link=]] [[خطأ لوا في وحدة:Country_alias على السطر 165: Invalid country alias: OCR. في الألعاب الأولمبية الصيفية 2020\|خطأ لوا في وحدة:Country_alias على السطر 165: Invalid country alias: OCR.]] | Lo Chia-ling · تايبيه الصينية |
| Featherweight (57 kg) | أناستاسيا زولوتيك · الولايات المتحدة | تاتيانا أليكسيفنا كوداشوفا [الإنجليزية] [[ملف:خطأ لوا في وحدة:Country_alias على السطر 165: Invalid country alias: OCR.\|23x15px\|حدود\|alt=\|link=]] [[خطأ لوا في وحدة:Country_alias على السطر 165: Invalid country alias: OCR. في الألعاب الأولمبية الصيفية 2020\|خطأ لوا في وحدة:Country_alias على السطر 165: Invalid country alias: OCR.]] | Hatice Kübra İlgün · تركيا    |
| Welterweight (67 kg)  |                                      | |                               |
|                       |                                      | |                               |
| Heavyweight (+67 kg)  |                                      | |                               |
|                       |                                      | |                               |